# Le Passeur (film, 1947)
Pour les articles homonymes, voir Le Passeur (homonymie).
Pour plus de détails, voir Fiche technique et Distribution.
Le Passeur (Il Passatore) est une comédie dramatique italienne réalisée par Duilio Coletti et sorti en 1947.
Il est librement inspiré de la vie de Stefano Pelloni (1824-1851), un bandit de grand chemin italien connu sous le nom du « Passeur ».

## Synopsis
L'action se déroule en Romagne, dans les années 1840 et 1850. Dans un village, le mariage de Barbara Montanari est sur le point d'être célébré. Le curé de la paroisse, Don Morini, qui est aussi son oncle, l'attend dans le cimetière.
Alors qu'ils sont tous prêts à entrer, Stefano Pelloni, dit « Le Passeur », célèbre ans le village pour être une tête brûlée, arrive soudainement. Barbara est amoureuse de lui, mais son oncle a décidé qu'il était préférable qu'elle épouse un autre homme. Stefano, aveuglé par la jalousie, tue son rival amoureux lors de la bagarre qui s'ensuit. Le soir, il rend visite à Barbara, qui lui déclare qu'elle est toujours amoureuse de lui. À ce moment-là, le curé revient. Le regard de Stefano croise celui de Don Morini, qui lui demande de se repentir du crime qu'il a commis. Stefano fuit se cacher dans les bois.
En peu de temps, il met sur pied une bande de voyous trouvés dans les villages entre Faenza et Forlì. Il réalise l'un de ses plus grands coups au théâtre de Forlimpopoli, lors de la première de Didone abbandonata, en dérobant 10 000 scudi dans l'assistance. Tout le monde avait peur de lui, sauf son curé, Don Morini, qui est allé le dénoncer.
Mais le Passeur lui tend une embuscade et le tue. Barbara, sa nièce, jure de se venger : elle secoue la population du village et demande à tous de s'armer. Il y a une prime de 3000 scudi sur la tête du Passeur. Un de ses hommes tente de le trahir, mais il est bientôt découvert par Stefano, qui le punit sévèrement, lui ordonnant de se couper une main. Stefano, plutôt que d'être capturé par les militaires, préfère être tué par un ami d'enfance, Peppino. Il va lui parler et lui fait promettre de le faire tuer quand il en aura assez. Entre-temps, un nouveau maréchal, Borghi, est arrivé à Forlì et s'est juré de le capturer à tout prix. La bande de Stefano est encerclée sur les rives du fleuve Lamone : Barbara s'est également lancée à la recherche de Stefano, pour le tuer personnellement.
Sur la piste du Passeur se trouve également le Monco, l'ancien bandit à qui l'on a coupé la main et qui est maintenant passé de l'autre côté. Quand Barbara parvient à rejoindre Stefano, elle ne parvient pas à le tuer et ils parviennent à une trêve. Mais Barbara est accidentellement abattue par le Monco venue les attaquer, qui est à son tour abattu par le Passeur. Barbara meurt dans les bras de Stefano.
Pour Stefano, il n'y a plus de raison de continuer à vivre : le bandit va voir Peppino et lui demande de tenir sa promesse. Le lendemain, son corps est transporté sur un chariot à travers toutes les villes de Romagne.

## Fiche technique
- Titre français : Le Passeur ou Brigand par amour[2]
- Titre original italien : Il Passatore[3]
- Réalisation : Duilio Coletti
- Scenario : Duilio Coletti, Federico Fellini, Tullio Pinelli, Bruno Corra
- Photographie :	Carlo Montuori
- Montage : Mario Serandrei
- Musique : Enzo Masetti, orchestré par Ugo Giacomozzi
- Décors : Ottavio Scotti (it)
- Costumes : Vittorio Nino Novarese
- Production : Luigi Rovere, Riccardo Gualino, Giovanni Laterza, Dino De Laurentiis, Luigi De Laurentiis
- Société de production : Lux Film
- Société de distribution : Lux Film
- Pays de production :  Italie
- Langue originale : Italien
- Format : Noir et blanc - 1,37:1 - Son mono - 35 mm
- Durée : 94 minutes
- Genre : Comédie dramatique, film d'aventures
- Dates de sortie :
  - Italie : 22 octobre 1947
  - France : 10 mai 1950

## Distribution
- Rossano Brazzi : Stefano Pelloni, dit « Le Passeur »
- Valentina Cortese : Barbara Montanari
- Carlo Ninchi : Don Morini
- Camillo Pilotto : Comte Gigiazzo Ghilardi
- Liliana Laine : Comtesse Isolina Ghilardi
- Carlo Campanini : Peppino
- Gualtiero Tumiati (it) : le père du Passeur
- Bella Starace Sainati : la mère du Passeur
- Giovanni Grasso : Lazzarini
- Folco Lulli : le moine
- Alberto Sordi : le brigand, dit « Innamorato ».
- Carlo Tamberlani : Maréchal Borghi
- Pupella Maggio : Marta
- Franco Balducci : Giacomo

## Production
Stefano Pelloni a réellement vécu. Il était l'un des brigands les plus dangereux de Romagne dans les années autour de 1850.
Le vol au théâtre de Forlimpopoli a réellement eu lieu, le 25 janvier 1851. Le butin était de 7 000 scudi (arrondis à 10 000 dans le film), soit environ 350 000 euros.
Lorsque le Passeur entre en scène et lit la liste des personnes fortunées qui doivent remettre leurs bijoux, il nomme en premier Raffaele Briganti. Il ne s'agit pas d'un personnage de fiction : le comte Raffaele Briganti était à l'époque président de la commission municipale et délégué de police à Forlimpopoli.
La nuit de Noël, le Passeur rentre chez lui pour dire au revoir à sa mère et à ses frères. Les chroniques rapportent que la nuit de Noël 1850, le Passeur et une partie de sa bande menacent de se loger dans la maison des Innocentoni, une famille de paysans.
Le film raconte que le corps de Passeur a été transporté de village en village ; les chroniques confirment qu'« ils l'ont emmené dans toute la Romagne sur une natte dans un chariot pour que la population puisse le voir ».

## Accueil public
Le film enregistre 2 659 090 entrées rapportant 146 250 000 lires de recettes, ce qui est un bon succès au box-office Italie 1947.